# Linea Hachiōji
La linea Hachiōji (八王子線?, Hachiōji-sen) è una breve linea ferroviaria giapponese della Yokkaichi Asunarō Tetsudō situata a Yokkaichi, nella prefettura di Mie. Collega la stazione di Hinaga alla stazione di Nishihino, entrambe nella città di Yokkaichi.

## Storia
La linea Hachiōji fu costruita nel 1912 dalla Mie kidō (三重軌道?). La linea Hachiōji fu costruita per prima, ma divenne una linea secondaria dopo che la sezione originale di quella che oggi è la linea Utsube, molto più lunga, fu aperta più tardi nello stesso anno. Le locomotive a vapore circolarono sulla linea per molti anni fino al 1928, quando furono introdotti i treni a benzina, che circolarono fino all'elettrificazione della linea nel 1948. Nel 1965 la proprietà passa al gigante ferroviario Kintetsu.
Come indica il nome ufficiale della linea, Nishihino non è il capolinea originale. Quando la linea fu costruita era lunga 2,8 chilometri e si estendeva oltre Nishihino e terminava nel quartiere Hachiōji di Yokkaichi e per oltre 60 anni i treni arrivarono fino alla stazione di Ise-Hachiōji. Tuttavia, nel 1974, ci fu un temporale particolarmente forte che allagò il fiume Tenpaku che scorre proprio accanto alla linea. Il binario subì gravi danni causati dall'acqua e l'intera linea fu temporaneamente chiusa per riparazioni. Il binario fu riparato solo fino a Nishihino e il resto della linea fu abbandonato. Il resto della linea, lungo solo 1,3 chilometri, fu riaperto nel 1976. Poiché sono trascorsi molti anni da quando il capolinea è stato spostato a Nishihino, le generazioni più giovani si riferiscono principalmente alla linea come linea Nishihino.
Nell'agosto 2012, Kintetsu annunciò il suo desiderio di chiudere sia la linea Utsube che la linea Hachioji e convertirle in linea autobus a transito rapido, dato che le due linee insieme perdevano circa 300 milioni di yen all'anno. Da allora è stato annunciato che Kintetsu avrebbe trasferito la gestione di queste linee al governo della città di Yokkaichi nel 2015.

## Caratteristiche
- Lunghezza: 1,3 km
- Scartamento: 762 mm
- Numero di stazioni: 2 stazioni (comprese le stazioni di inizio e fine)
- Numero binari: tutte le linee a binario singolo
- Alimentazione: 750 V CC tramite catenaria
- Velocità massima: 45 km/h

## Elenco delle stazioni
La linea ha 2 stazioni. A Hinaga, tutti i treni continuano sulla linea Utsube fino ad Asunarou Yokkaichi.
| Stazione  | Stazione | Distanza (km) | Collegamenti                            | Posizione | Posizione         |
| --------- | -------- | ------------- | --------------------------------------- | --------- | ----------------- |
| Hinaga    | 日永     | 0.0           | Yokkaichi Asunarō Tetsudō: Linea Utsube | Yokkaichi | Prefettura di Mie |
| Nishihino | 西日野   | 1.3           |                                         | Yokkaichi | Prefettura di Mie |